# Ossa (ville)
Pour les articles homonymes, voir Ossa.
Ossa (en russe : Оса) est une ville du kraï de Perm, en Russie, et le centre administratif du raïon Ossinski. Sa population s'élevait à 21 000 habitants en 2013.

## Géographie
Ossa est située sur la rivière Kama, à son point de confluence avec la Toulva, à 93 km au sud-ouest de Perm.

## Histoire

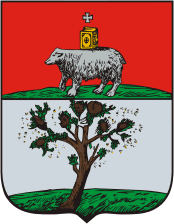
Blason de 1783.

Ossa a été fondée en 1591 ou 1596 comme la sloboda de Novonikolskaïa (Новонико́льская) et devint plus tard une forteresse. Dans un document de 1623, la localité est désignée comme la sloboda d'Ossinskaïa Nikolskaïa (russe : Осинская Никольская), en 1678 comme la sloboda d'Ossinskaïa (russe : Осинская) et comme le village (selo) d'Ossa en 1732. Ossa a le statut de ville depuis 1739.

## Population
Recensements (*) ou estimations de la population
| 1856  | 1897* | 1926* | 1931  | 1959*  | 1970*  |
| ----- | ----- | ----- | ----- | ------ | ------ |
| 1 300 | 5 067 | 5 861 | 6 300 | 12 719 | 15 038 |

| 1979*  | 1989*  | 2002*  | 2010*  | 2012   | 2013   |
| ------ | ------ | ------ | ------ | ------ | ------ |
| 19 993 | 24 132 | 23 452 | 21 188 | 21 083 | 21 000 |